# Авдотья Лиховидовна
Авдотья Лиховидовна (иначе Авдотья Лебедь Белая, Марья Лебедь Белая, Марья Дмитриевна или Душа Дмитревна) — былиная дева, волшебница и злодейка, которую пытались взять в жены Михайло Поток и Иван Гординыч. Умеет оборачиваться белою лебедью, а также обладает способность превращать людей в камень. Также является поленицей, дочерью либо купца Дмитрия либо царя Вахрамея, любовницей его же или Кащея Трипетовича, Афромея Афромеевича, Одолища Кошчевича.

## Былины с участием Авдотьи Белой Лебеди

### Михайло Поток
На охоте Михайло Иванович увидел неподалёку лебедя. Он хочет застрелить дичь из лука, но тот превращается в девушку — Авдотью Лебедь Белую Лиховидевну (или дочь царя Вахрамея). Они женится и дают обещание, что если кто раньше умрёт, то оставшемуся в живых быть похороненным вместе с умершим, в одной могиле. Спустя некоторое овремя умирает Авдотья. Михайло вместе с её трупом спускают в могилу, на коне, в полном вооружении и с запасом пищи. В могилу является змей. Витязь бьётся с ним и побеждает, его кровью он оживляет жену. Но Авдотья опоила Потока и обратила его в камень, а сама сбежала с царём Кащеем. Богатырская дружина (Илья, Алёша и другие) спасают Михайла Ивановича и мстят за него, убив Кащея и четвертовав конями неверную Лебедь Белую.

### Иван Гординыч
Эта былина начинается пиром у князя. Иван, племянник князя, сидит один и грусный, и на княжеское любопытствование, что его беспокоит, отвечает, что хотел бы поехать в Золотую Орду (в других версиях — к ляховинскому королю или в Индию) посватать за себя дочь купца Дмитрия Марью. Князь одобряет его желание и дает ему рать, с которой Иван едет свататься. Но Дмитрий отказывает Ивану Гординычу в руке дочери, так как она уже просватана за Афромея Афромеевича, или царя Вахрамея, или Кащея Трипетовича, или Одолищя Кошчевича. Тогда Иван насильно увозит Марью. На пути назад рать встречает звериные следы, и Гординыч посылает сопровождавших его богатырей в погоню за дичью. Оставшись одни с невестой, они ложатся в шатре, но их настигает Афромей Афромеевич, или Вахрамей, и завязывается бой. Иван повалил Вахрамея, хотел вспороть его и попросил невесту дать ему нож, но Марья помогает любовнику победить богатыря и привязать его к дереву. Затем они ложатся в шатре. Но тут прилетает на дерево ворон и говорит, что не суждено Вахрамею владеть Марьей Дмитриевной, а суждено владеть ей Ивану Гординычу. Разгневанный, Вахрамей пускает в ворона стрелу, которая, обратившись назад, убивает самого стрелка. Марья, опасаясь за свою судьбу, хочет отрубить Ивану Годиновичу голову, но шашка соскользнула и рассекла только путы, которыми был связан Иван. Былина оканчивается жестокой расправой Ивана Гординыча с невестой, которой он отсекает сначала руки, затем ноги, затем губы и, наконец, голову.

## Анализ персонажа
Оборотничество Лебеди Белой — черта, коренящаяся в области языческих воззрений и, наряду с опусканием Потока живьём в могилу, отклик давно прошедшего времени. Воскрешение, а равно и исцеление с помощью змеиной и вообще чьей-либо крови — мотив очень развитый в средневековой легендарной литературе.
Согласно «ЭСБЕ», сюжет былины об Иване Гординыче относится к широко распространенным бродячим сюжетам о неверных женах, невестах, сестрах. Параллели былине указаны исследователями в великорусских сказках и в легендарном рассказе из жития Иосифа Волоцкого по рукописи XVI века. Особенно близка к былине малорусская песня об Иване и Марьяночке, помещенная в сборнике Кольберга. Сходство с былиной простирается не только на детали рассказа, но и на имена (Иван и Марья).